# 薛孝通
薛孝通（？—540年），字士达，河東郡汾陰县（今山西省万荣县西南）人，父親北魏都督、濟州刺史薛聰，兒子薛道衡。
薛孝通博学有俊才，萧宝夤任用他为参骠骑大将军府事。后借故而归乡。元颢引南梁兵入洛阳，薛孝通率亲近与河东郡太守婴城固守。为尔朱天光府僚，助尔朱天光定关中，有功，赐爵汾阴侯。魏孝庄帝遇害，建议立元恭为节闵帝，元恭即位，薛孝通为中书郎。内典机密，外参朝政，为皇帝信重。高欢起兵河朔，向节闵帝进用贺拔岳、宇文泰镇守关中之计，入关与宇文泰结为兄弟，劝贺拔岳不从高欢。魏孝武帝太昌元年（532年），充使入朝朝见皇帝，被留，任中书侍郎，永熙三年（534年）出为常山郡太守。北魏分裂，高欢以其与宇文泰等有旧，免其职。高欢重其才，任用为坐客，有时让他写文稿，在邺城去世。

## 子孙
- 长子：齐安县子薛温
  - 孙：齐安县子薛迈
    - 薛元敬
      - 薛象之
        - 薛恣

      - 薛逵
        - 薛恒

    - 薛元穆

  - 孙：薛迪
    - 薛元简
- 次子：临河县公薛道衡
  - 孙：薛大年
    - 薛行成
    - 薛仁伟
      - 薛稷
        - 薛伯陵
          - 薛谈

        - 薛伯阳

  - 孙：汾阴献男薛收
    - 汾阴县男薛元超